# Петдесет и девети пехотен пирински полк
Петдесет и девети пехотен пирински полк е български пехотен полк, формиран през 1913 година и взел участие в Междусъюзническата (1913), Първата (1915 – 1918) и Втората световна война (1941 – 1945).

## Формиране
Историята на полка започва на 13 май 1913 година, когато със заповед №1 по Първа резервна дивизия в с. Коняво от 13-а и 14-а пехотна допълваща дружина и 53-ти резервен полк се формира Първи пехотен резервен полк. На 22 май 1913 година е преименуван на Петдесет и девети пехотен полк и влиза в състава на 12-а пехотна дивизия от Пета армия. Взема участие във Междусъюзническата война (1913) и през август същата година е демобилизиран и разформирован. 

## Първа световна война (1915 – 1918)
Във връзка с избухването на Първата световна война (1915 – 1918) на 7 септември 1915 година в София се формира Първи кадрови полк, който на 11 септември се преименува в Първи пехотен македонски полк, а през юли 1917 година в Петдесет и девети пехотен полк. Влиза в състава на 1-ва бригада от Единадесета пехотна македонска дивизия. Взема участие във войната и през май 1919 година е разформирован в Горна Джумая.
При намесата на България във войната полкът разполага със следния числен състав, добитък, обоз и въоръжение:
| Числен състав                                                                   | Добитък              | Обоз                            | Въоръжение                           |
| ------------------------------------------------------------------------------- | -------------------- | ------------------------------- | ------------------------------------ |
| Дружини: 3 Картечни роти: ½ Офицери: 29 Чиновници: 3 Подофицери и войници: 4284 | Коне: 420 Волове: 34 | Обикновени коли: 5 Товарни: 313 | Пушки и карабини: 3282 Картечници: 2 |

## Втора световна война (1941 – 1945)
По време на Втората световна война (1941 – 1945) на 20 юли 1941 с указ № 6 в Кавала е формиран Петдесет и девети кавалски полк. На 31 декември 1941 г. е разформиран. На 2 март 1943 година съгласно указ №6 от Сярската и Кавалската дружна на 57-и пехотен драмски полк е формиран Петдесет и девети пехотен пирински полк, към който се числи и 18-и граничен участък. Влиза в състав на Шестнадесета пехотна дивизия. Взема участие във втората фаза на заключителния етап на войната, като на 24 юли 1945 година се връща в България и се установява на гарнизон в Кърджали, където се демобилизира. На 20 септември 1945 г. е разформирован. Загиналите офицери и войници от полка в Дравската операция са погребани в Българското военно гробище в Харкан, Унгария.

## Наименования
През годините полкът носи различни имена според претърпените реорганизации:
- Първи пехотен резервен полк (13 май 1913 – 22 май 1913)
- Петдесет и девети пехотен полк (22 май 1913 – август 1913)
- Първи пехотен кадрови полк (7 септември 1915 – 11 септември 1915)
- Първи пехотен македонски полк (11 септември 1915 – юли 1917)
- Петдесет и девети пехотен полк (юли 1917 – май 1919)
- Петдесет и девети кавалски полк (20 юли 1941 – 31 декември 1941)
- Петдесет и девети пехотен пирински полк (2 март 1943 – 12 юли 1944)
- Сто четиридесет и седми пехотен полк (12 юли 1944 – 20 септември 1945)

## Командири
Званията са към датата на заемане на длъжността.
| № | звание       | име              | дати                 |
| - | ------------ | ---------------- | -------------------- |
|   | Полковник    | Димитър Мурджиев | до май 1916          |
|   | Подполковник | Петър Дървингов  | май 1916 – май 1917  |
|   | Подполковник | Никола Халачев   | Първа световна война |
|   | Полковник    | Александър Илиев | 1943                 |
|   | Полковник    | Нено Христов     | 1944                 |